# Pariser Kanonen

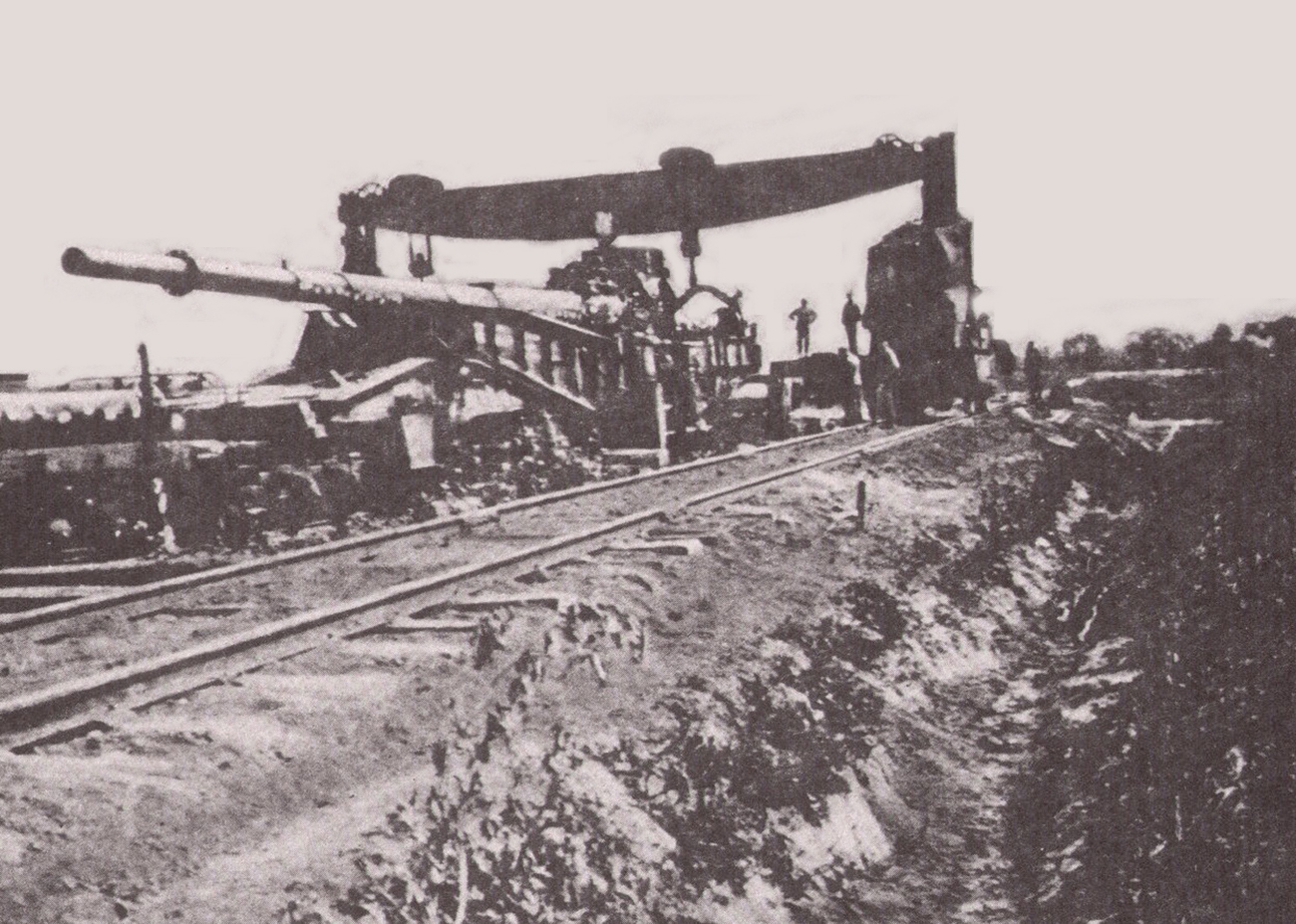
El Paris-Geschütz durante la fase de montaje.

El Pariser Kanonen, Paris-Geschütz o Kaiser Wilhelmgeschutz (conocido en español como «Cañón de París» o del Kaiser Guillermo) son los nombres con los que se conoce a uno o varios cañones de largo alcance que el ejército alemán utilizó para bombardear París en el último año de la Primera Guerra Mundial. Muy habitualmente se le identifica con el nombre Gran Berta, pues  Dicke Bertha y Big Bertha fueron los nombres con los que en la época lo denominaron los alemanes y aliados respectivamente, aunque en realidad dichas denominaciones designan a otro modelo de artillería (obús) que se usó por primera vez en 1914 contra fortificaciones belgas. También se le confundió con los modelos Langer Max ('El Largo Max'), que también fueron fabricados por las industrias armamentísticas de la familia Krupp.

## Historia

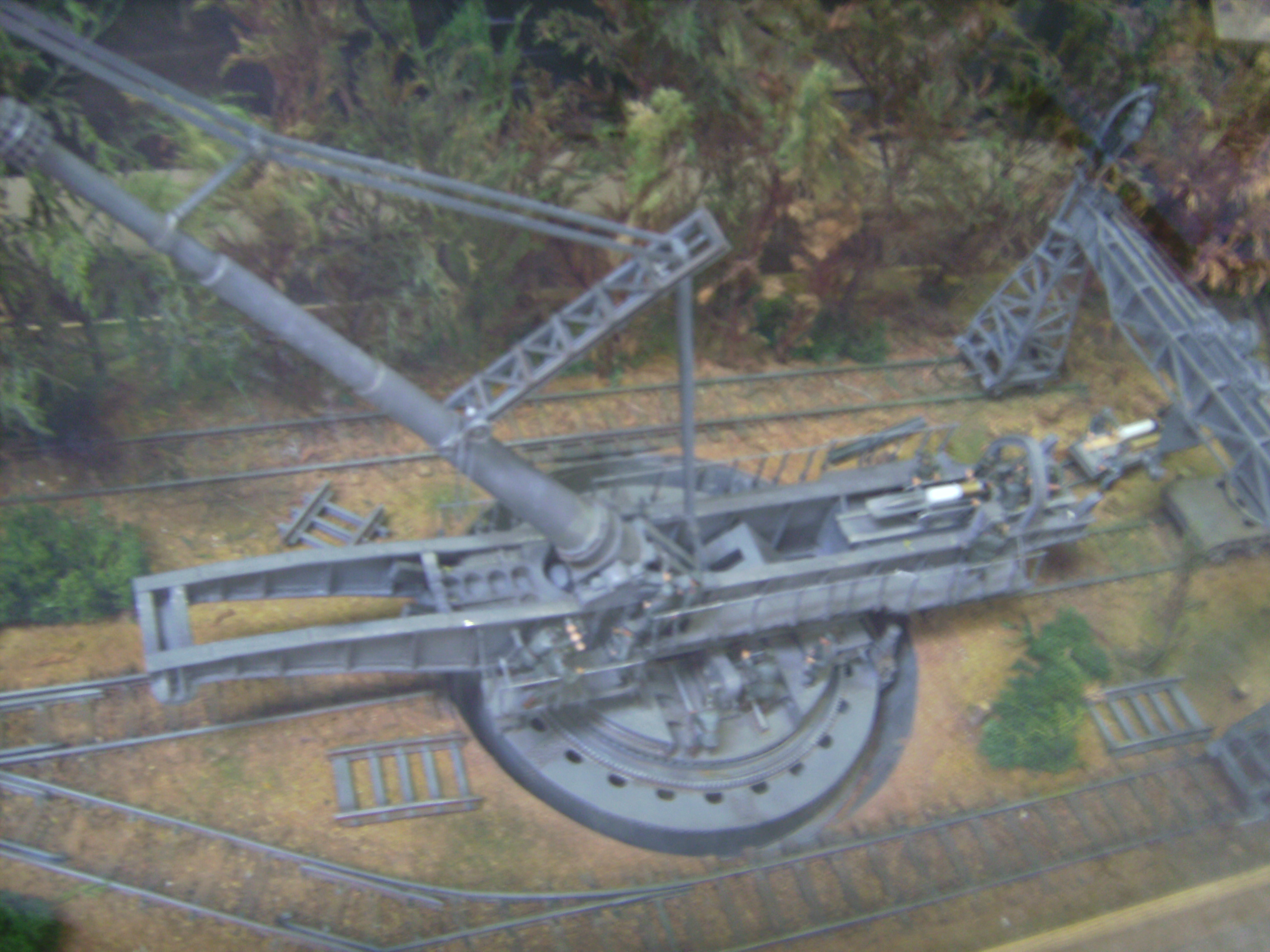
Modelo en la Colección de Estudios Técnicos del Bundeswehr, Koblenz

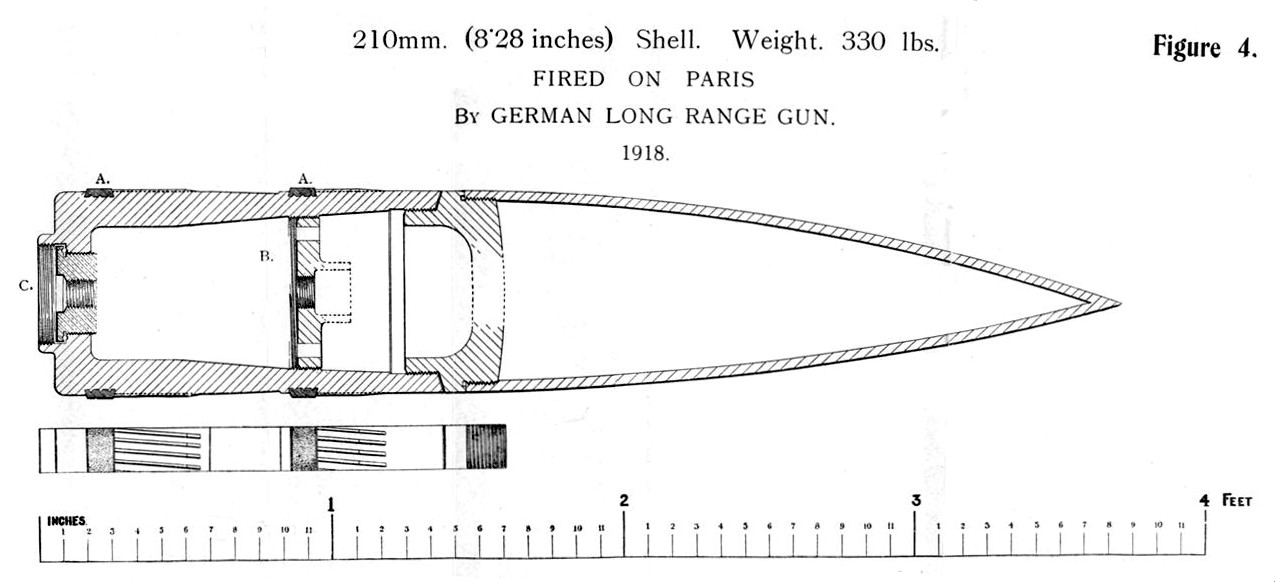
Diagrama que muestra el diseño del proyectil disparado por el "Kaiser Wilhelmgeschutz"

El bombardeo a Paris fue realizado entre el 23 de marzo y el 9 de agosto de 1918. La lejanía del frente, que hacía muy difícil creer en la posibilidad de ser alcanzado por una pieza artillera, hizo pensar durante algún tiempo a los aliados que estaban siendo bombardeados por algún tipo de dirigible de gran altitud, ya que tampoco parecía verosímil que sus proyectiles hubieran sido arrojados desde un aeroplano, pues su sonido se habría identificado.
Se le considera un supercañón, y aunque no fue la pieza de mayor calibre (210 y luego 240 mm), sí fue la de mayor longitud utilizada en la época (28 m o de 34 a 36 m, por yuxtaposición de tres tubos de calibres diferentes) y de enorme peso (256 toneladas —¿750?—). Los proyectiles, de 103 kg, necesitaban 145 kg de pólvora y tras salir a una velocidad inicial de 1600 m/s y alcanzar una altura máxima de 42 km en su apogeo (récord que se mantuvo hasta el cohete V2), tardaban 176 segundos en alcanzar su objetivo. A pesar de su gran alcance (130 km), su eficacia real fue muy limitada, dadas sus limitaciones en la precisión, el ángulo de tiro (fijo en 55.º), la lenta cadencia de fuego (solo se hicieron 367 disparos) y la necesidad de cambios frecuentes de ubicación (hasta cinco emplazamientos distintos). Su única funcionalidad consistía en afectar aleatoriamente a puntos indeterminados dentro de un blanco del tamaño de una gran ciudad, lo que no tenía ningún resultado táctico, pero sí un evidente impacto psicológico.
Como resultado de los 351 impactos sobre áreas habitadas de París murieron 256 personas (91 de ellas como resultado del impacto en la iglesia de Saint-Gervais el 29 de marzo de 1918) y fueron heridas 620. Charles Chaplin incluyó en su película El Gran Dictador una parodia de cañón gigantesco identificable con el Cañón de París. Los "tomanianos" (los habitantes de ese país de ficción que representa a la Alemania nazi) usan ese cañón para disparar sobre París y destruir la catedral de Notre Dame, pero solo consiguen volar por los aires un pequeño cobertizo.